# Gymnastique artistique aux Jeux méditerranéens de 2013
Navigation
Pescara 2009 Tarragone 2018
Les épreuves de gymnastique artistique des Jeux méditerranéens de 2013 ont lieu à Mersin, en Turquie, du 24 juin au 3 juillet 2013.

## Podiums
| Épreuves                                        | Or                                                                                      | Argent                                                                                   | Bronze                                                                                      |
| ----------------------------------------------- | --------------------------------------------------------------------------------------- | ---------------------------------------------------------------------------------------- | ------------------------------------------------------------------------------------------- |
| Hommes                                          |                                                                                         |                                                                                          |                                                                                             |
| Concours par équipes résultats détaillés        | Espagne Néstor Abad Christian Bazán Javier Gómez Fabián González Ruben Martínez 261,229 | Italie Andrea Cingolani Ludovico Edalli Paolo Ottavi Enrico Pozzo Paolo Principi 256,465 | France Kevin Antoniotti Guillaume Augugliaro Quentin Signori Arnaud Willig Jim Zona 250,171 |
| Concours général individuel résultats détaillés | Javier Gómez                                                                            | Fabián González                                                                          | Guillaume Augugliaro                                                                        |
| Sol résultats détaillés                         | Elefthérios Kosmídis                                                                    | Fabián González                                                                          | Wajdi Bouallègue                                                                            |
| Cheval d'arçons résultats détaillés             | Sašo Bertoncelj                                                                         | Robert Seligman                                                                          | Fabián González                                                                             |
| Anneaux résultats détaillés                     | Elefthérios Petroúnias                                                                  | İbrahim Çolak                                                                            | Javier Gómez                                                                                |
| Saut de cheval résultats détaillés              | Néstor Abad                                                                             | Paolo Principi                                                                           | Wajdi Bouallègue                                                                            |
| Barres parallèles résultats détaillés           | Kévin Antoniotti                                                                        | Ruben Lopez Martínez                                                                     | Ferhat Arıcan                                                                               |
| Barre fixe résultats détaillés                  | Ümit Şamiloğlu                                                                          | Marijo Možnik                                                                            | Enrico Pozzo                                                                                |
| Femmes                                          |                                                                                         |                                                                                          |                                                                                             |
| Concours par équipes résultats détaillés        | Italie Giorgia Campana Vanessa Ferrari Chiara Gandolfi Giulia Leni Elisabetta Preziosa  | France Mira Boumejmajen Johanna Cano Manon Cormoreche Maelys Plessis Valentine Sabatou   | Grèce Myropi Christofilaki Vasilikí Milloúsi Maria Simou Maria Trichopoulou                 |
| Concours général individuel résultats détaillés | Vanessa Ferrari                                                                         | Maria Paula Vargas                                                                       | Valentine Sabatou                                                                           |
| Saut de cheval résultats détaillés              | Fadwa Mahmoud                                                                           | Johanna Cano                                                                             | Giulia Leni                                                                                 |
| Barres asymétriques résultats détaillés         | Chiara Gandolfi                                                                         | Maria Paula Vargas                                                                       | Giorgia Campana                                                                             |
| Poutre résultats détaillés                      | Giorgia Campana                                                                         | Vasilikí Milloúsi                                                                        | Vanessa Ferrari                                                                             |
| Sol résultats détaillés                         | Vanessa Ferrari                                                                         | Valentine Sabatou                                                                        | Elisabetta Preziosa                                                                         |

## Tableau des médailles
| Rang  | Nation   | Or | Argent | Bronze | Total |
| ----- | -------- | -- | ------ | ------ | ----- |
| 1     | Espagne  | 3  | 3      | 2      | 8     |
| 2     | Grèce    | 2  | 0      | 0      | 2     |
| 3     | Turquie  | 1  | 1      | 1      | 3     |
| 4     | France   | 1  | 0      | 2      | 3     |
| 5     | Slovénie | 1  | 0      | 0      | 1     |
| 6     | Italie   | 0  | 2      | 1      | 3     |
| 7     | Croatie  | 0  | 2      | 0      | 2     |
| 8     | Tunisie  | 0  | 0      | 2      | 2     |
| TOTAL | TOTAL    | 8  | 8      | 8      | 24    |

| Rang  | Nation  | Or | Argent | Bronze | Total |
| ----- | ------- | -- | ------ | ------ | ----- |
| 1     | Italie  | 5  | 0      | 4      | 9     |
| 2     | Égypte  | 1  | 0      | 0      | 1     |
| 3     | France  | 0  | 3      | 1      | 4     |
| 4     | Espagne | 0  | 2      | 0      | 2     |
| 5     | Grèce   | 0  | 1      | 1      | 2     |
| TOTAL | TOTAL   | 6  | 6      | 6      | 18    |

### Confondu
| Rang  | Nation   | Or | Argent | Bronze | Total |
| ----- | -------- | -- | ------ | ------ | ----- |
| 1     | Italie   | 5  | 2      | 5      | 12    |
| 2     | Espagne  | 3  | 5      | 2      | 10    |
| 3     | Grèce    | 2  | 1      | 1      | 4     |
| 4     | France   | 1  | 3      | 3      | 7     |
| 5     | Turquie  | 1  | 1      | 1      | 3     |
| 6     | Égypte   | 1  | 0      | 0      |       |
| 6     | Slovénie | 1  | 0      | 0      | 1     |
| 8     | Croatie  | 0  | 2      | 0      | 2     |
| 9     | Tunisie  | 0  | 0      | 2      | 2     |
| TOTAL | TOTAL    | 14 | 14     | 14     | 42    |